# Бял хляб
Бял хляб е обобщително назоваване на всякакъв вид хляб произведен от бяло пшеничено брашно.
В съвременния български език понятието бял хляб най-често се свързва с разбирането за обичайната форма на заводски формован и изпечен пшеничен хляб.
В по-обобщения смисъл – бял хляб, освен заводски приготвения, са и всички погачи, питки и бели (пшенични) козунаци, които са традиционните форми на домашния (ръчно замесен и изпечен) хляб.
Антипод на бял хляб е черен хляб, който традиционно се нарича типов хляб. Под черен хляб, в разширен смисъл се разбират и всички останали видове хляб, произвеждани от тъмно непшеничено брашно, като ръжен, ръжено-пшеничен и пълнозърнест хляб.
Въпреки че в българския бит и традиции са познати практики на различни видове тестени храни и хляб, приготвяни от царевично брашно – няма практика получения хляб да се нарича жълт хляб. Обяснението се дължи на факта, че много от домашноприготвения бял хляб, който е приготвян от пшеничено брашно също има жълтеникав цвят в следните случаи:
1. когато е замесен с тесто, в което са вложени цели яйца с жълтъците
2. когато се изпича безквасен (соден) хляб, в който содата е завишена.